# Chen (gènere)
Chen és un gènere obsolet d'ocells de la tribu Anserini, dins la subfamília dels anserins (Anserinae) i la família dels anàtids (Anatidae), que cria a les zones subárticas d'Amèrica del Nord i l'Estret de Bering, migrant cap al sud en hivern. Avui les espècies d'aquest gènere es considera que en realitat són part del gènere Anser, arran els treballs de Ottenburghs et al. (2016)

## Morfologia
- Anatòmicament els gèneres Anser i Chen són indistingibles, però la morfologia externa i la biogeografia va fer pensar que eren llinatges evolutius diferents.
- De la mateixa manera que en Anser, i a diferència de Branta les potes i el bec del gènere Chen són de colors vermellosos, a excepció de l'oca de Ross, amb el bec negre blavós.
- La punta de les ales és de color negre, com en Anser, però el cap és distintivament blanc, sense marques, cosa que els distingeix de totes les altres oques, a excepció de les oques domèstiques assilvestrades. La resta del plomatge potser completament blanc, o en diverses tonalitats de color gris blavós, aquest cas és l'únic entre les oques, en què les cobertores caudals no són blanques, encara que la mateixa cua pot ser-ho.

## Llistat d'espècies
Segons la classificació del Congrés Ornitològic Internacional (versió 2.5, 2010) aquest gènere està format per tres espècies:
- Oca de les neus (Chen caerulescens).
- Oca emperadriu (Chen canagica).
- Oca de Ross (Chen rossii).